# Jane Krakowski
Jane Krakowski, född Krajkowski den 11 oktober 1968 i Parsippany i Morris County, New Jersey, är en amerikansk skådespelare och sångare.
Krakowski slog igenom när hon spelade rollen som Ally McBeals sekreterare Elaine Vassal. Krakowski har en bred skådespelarbakgrund med erfarenhet av både teater, film och TV-produktion. Hon har två gånger blivit nominerad till Emmy Award. En av hennes mest framträdande roller var som Jenna Maroney i TV-serien 30 Rock.

## Filmografi i urval
- 1983 - Ett päron till farsa! - kusin Vicki
- 1991 - Steg för steg - Lynne
- 1996 - Änka på låtsas - Christine
- 1997–2002 – Ally McBeal (TV-serie)
- 1998 - Dance with Me - Patricia
- 1999 - Go - Irene
- 2000 - Familjen Flinta i Viva Rock Vegas - Betty O'Shale
- 2004 - Alfie - Dorie
- 2006 - Boog & Elliot - Vilda vänner - Giselle
- 2006–2012 – 30 Rock (TV-serie)
- 2009 – Cirque du Freak: The Vampire's Assistant
- 2015–2016 – Unbreakable Kimmy Schmidt (TV-serie) - Jacqueline Voorhees